# Пам'ятки історії Красноградського району
У Красноградському районі Харківської області на обліку перебуває 47 пам'яток історії.
| № п/п | Охоронний номер пам’ятки | Місце знаходження, (адреса) пам’ятки           | Найменування пам’ятки | Автор, дослідник пам’ятки.Дата відкриття         | Матеріал, з якого виготовлений пам’ятник. Основні розміри                                | Категорія охорони пам’ятки | Номер і дата рішення державних органів про взяття пам’ятки під охорону | Охоронна зона |
| ----- | ------------------------ | ---------------------------------------------- | --- | ------------------------------------------------ | ---------------------------------------------------------------------------------------- | -------------------------- | ---------------------------------------------------------------------- | --- |
| 1.    | 227/к                    | м. Красноград                                  | Бєльовська фортеця Української лінії. 1731-1742рр.                                                                                                   |                                                  | Площа 4,0 га                                                                             | Місцева                    | № 61 від 25.01.72р.                                                    | 15 м. Наказ УКТ ХОДА № 36/1 від 09.02. 2006 р. ЗУ «Про перелік пам'яток культ. спадщини, що не підлягають приватизації» № 574-VI від 23.09.08 р.\|\|                           |
| 2.    | 2569                     | -<<-, пл. Леніна                               | Пам'ятний знак радянським льотчикам | Конструкт. Сухой Т.О., архіт. Клєщов М.П. 1989р. | Літак СУ-7 на бетонному постаменті                                                       | -<<-                       | № 975 від 18.09.97р.                                                   | 25 м. Розпорядження ХОДА № 975 від 18.09.97р |
| 3.    | 104 810 491 050          | м. Красноград, вул. Леніна                     | Братська могила. Поховано червоно-армійців-естонців - 96 чол., радянських воїнів - 210 чол. і жертв фашизму - 47 чол. 1920р., 1941р.. 1942р., 1943р. | Скульпт. Костін К.О. 1962р., 1981р.              | Три стели - 6,0х1,0х0,6 м. Одна стела - 1,6х0,8х0,4 м, граніт Постамент - 0,4 м, бетон   | -<<-                       | № 61 від 25.01.72р.                                                    | 25 м (Наказ правління культури і туризму від 10.09.09. № 234) |
| 4.    | 1074                     | м. Красноград, вул. Леніна                     | Могила Давидова І.О. - Героя Радянського Союзу. 1963р.                                                                                               | 1981р.                                           | Надгробок - 1,15х0,75 м, мармур                                                          | -<<-                       | -<<-                                                                   | |
| 5.    | 1072                     | м. Красноград, вул. Леніна                     | Могила Щучки С.С., голови повітового ревкому. 1919р.                                                                                                 | 1981р.                                           | Обеліск -1,6х0,6х0,3 м, граніт Постамент - 0,4 м                                         | -<<-                       | -<<-                                                                   | |
| 6.    | 1073                     | м. Красноград, вул. Полтавська                 | Могила Мартиновича П.Д., художника. 1933р. | 1959р.                                           | Стела - 1,8х1,0х0,2 м, мармур                                                            | -<<-                       | -<<-                                                                   | |
| 7.    | 1076                     | м. Красноград, вул. Полтавська                 | Пам'ятний знак на честь міста Краснограда. 1731р., 1922р., 1943р.                                                                                    | 1988р.                                           | Обеліск – 10,0 м, з/б                                                                    | -<<-                       | -<<-                                                                   | |
| 8.    |                          | м. Красноград вул. Полтавська (цвинтар)        | Пам'ятний знак “Жертвам голодомору”. 1932-1933 рр.                                                                                                   | 1999 р.                                          | Металева труба. Хрест: діам. 37 мм, вис. – 4,5 м.                                        | -<<-                       | Наказ УК ХОДА № 25 від 02.03.05 р.                                     | |
| 9.    |                          | м. Красноград вул. Полтавська (цвинтар)        | Могила народного артиста Рад. Союзу В’яч. Грінченка                                                                                                  | 1998 р.                                          | Граніт чорний полірований. Стела 1,0х0,5 м.                                              | -<<-                       | Наказ УК ХОДА № 25 від 02.03.05 р.                                     | |
| 10.   |                          | м. Красноград вул. Полтавська                  | Пам'ятний знак на честь героїчного подвигу земляків воїнів-інтернаціоналістів                                                                        | 2001 р.                                          | Мармур сірий, червоний, чорний. Пост. - 2х2 м, 1,2х1,2 м. Три стели вис. – 1,5 м.        | -<<-                       | Наказ УК ХОДА № 25 від 02.03.05 р.                                     | |
| 11.   |                          | м. Красноград вул. Полтавська                  | Пам'ятний знак на честь героїчного подвигу земляків, учасників ліквідації на Чорнобильській АЕС. 1986 р.                                             | 1998 р.                                          | Граніт полірований. Вис. – 1,0 м. Постамент: шир. – 3,0 м, довж. – 3,0 м, вис. – 0,55 м. | -<<-                       | Наказ УК ХОДА № 25 від 02.03.05 р.                                     | |
| 12.   |                          | м. Красноград вул. Кооперативна,15.            | Будинок, де народився і жив поет Л.С. Первомайський                                                                                                  | 2001 р.                                          | Будинок одноповерховий, цегляний.                                                        | Місцева                    | Наказ УК ХОДА № 25 від 02.03.05 р.                                     | |
| 13.   | 1079                     | м. Красноград, вул. Леніна, 92                 | Будинок (1911 р.) , у якому знаходився Костянтиноградський повітовий ревком. 1918-1919 рр.                                                           |                                                  | Будинок двоповерховий, цегляний. Архітектор Єршов.                                       | -<<-                       | № 61 від 25.01.72р.                                                    | |
| 14.   | 1855                     | м. Красноград, вул. Леніна                     | Пам'ятник радянським воїнам-визволителям. 1943р. | 1976р.                                           | Танк Т-34 Постамент - 1,3 м, з/б                                                         | -<<-                       | № 328 від 23.04.83р.                                                   | |
| 15.   |                          | м. Красноград вул. Лермонтова 105              | Будинок, де жив укр. радянськ. письменник О.І. Копиленко                                                                                             | 2001 р.                                          | Будинок одноповерховий, цегляний.                                                        | -<<-                       | Наказ УК ХОДА № 25 від 02.03.05 р.                                     | |
| 16.   |                          | м. Красноград вул. Лермонтова, 107             | Будинок, де жив укр. художник П.Д. Мартинович | 2001 р.                                          | Будинок одноповерховий, цегляний.                                                        | -<<-                       | Наказ УК ХОДА № 25 від 02.03.05 р.                                     | |
| 17.   | 1701                     | м. Красноград, залізнична станція              | Пам'ятник Леніну В.І. | Харківська скульптурна фабрика 1937р.            | Бюст - 1,2 м, з/б. Постамент – 2,0 м, цегла, цемент                                      | -<<-                       | № 13 від 12.01.81р.                                                    | |
| 18.   | 1702                     | м. Красноград, на території школи-інтернату    | Пам'ятник Леніну В.І. | Харківська скульптурна фабрика 1959р.            | Бюст - 1,2 м, з/бПостамент – 2,0 м, цегла, цемент                                        | -<<-                       | -<<-                                                                   | |
| 19.   | 1051                     | с. Березівка Соснівської с/р                   | Братська могила радянських воїнів і пам’ятний знак воїнам-односельцям. Поховано 37 воїнів. 1943р., 1941-1945рр.                                      | Харківська скульптурна фабрика 1957р.            | Скульптура – 3,0 м, з/б Постамент – 3,0 м, цегла, цемент                                 | -<<-                       | № 61 від 25.01.72р.                                                    | 25 м (Наказ правління культури і туризму від 10.09.09. № 234) |
| 20.   | 1052                     | с. Берестовенька Октябрської с/р               | Братська могила радянських воїнів і пам’ятний знак воїнам-односельцям. Поховано 22 воїни. 1943р.                                                     | Харківська скульптурна фабрика 1956р.            | Скульптура - 2,5 м, з/б Постамент - 3,3 м, цегла, цемент                                 | -<<-                       | -<<-                                                                   | 25 м (Наказ правління культури і туризму від 10.09.09. № 234) |
| 21.   | 1700                     | -<<-                                           | Могила Ємельянова Д.С., сільського фельдшера. 1943р.                                                                                                 | 1975р.                                           | Стела - 2,2х0,5х0,3 м, граніт                                                            | -<<-                       | № 13 від 12.01.81р.                                                    | |
| 22.   | 1053                     | с. Вільховий Ріг Мартинівської с/р             | Братська могила радянських воїнів і пам’ятний знак воїнам-односельцям. Поховано 7 воїнів. 1943р., 1941-1945рр.                                       | Харківська скульптурна фабрика 1957р.            | Скульптура - 2,5 м, з/б Постамент – 4,0 м, цегла, цемент                                 | -<<-                       | № 61 від 25.01.72р.                                                    | 25 м (Наказ правління культури і туризму від 10.09.09. № 234) |
| 23.   | 1055                     | с. Добренька Мартинівської с/р                 | Братська могила радянських воїнів і пам’ятний знак воїнам-односельцям. Поховано 297 воїнів. 1943р., 1941-1945рр.                                     | Харківська скульптурна фабрика 1966р.            | Скульптура - 2,5 м, з/б Постамент – 4,0 м, цегла, цемент                                 | -<<-                       | -<<-                                                                   | 25 м (Наказ правління культури і туризму від 10.09.09. № 234) |
| 24.   | 1056                     | с. Кирилівка Кирилівської с/р                  | Братська могила радянських воїнів і пам’ятний знак воїнам-односельцям. Поховано 16 воїнів. 1943р., 1941-1945рр.                                      | Харківська скульптурна фабрика 1956р.            | Скульптура - 2,5 м, з/б Постамент – 4,0 м, цегла, цемент                                 | -<<-                       | -<<-                                                                   | 25 м (Наказ правління культури і туризму від 10.09.09. № 234) |
| 25.   | 1057                     | с. Кобзівка Кобзівської с/р                    | Братська могила сільських активістів, радянських воїнів і пам’ятний знак воїнам-односельцям. Поховано 28 воїнів. 1918р. 1943р., 1941-1945рр.         | Харківська скульптурна фабрика 1957р.            | Скульптура - 2,5 м, з/б Постамент - 3,6 м, цегла, цемент                                 | -<<-                       | -<<-                                                                   | 25 м (Наказ правління культури і туризму від 10.09.09. № 234) |
| 26.   | 1058                     | с. Копанки, Володимирівської с/р               | Братська могила радянських воїнів. Поховано 13 воїнів. 1943р.                                                                                        | Харківська скульптурна фабрика 1956р.            | Скульптура – 3,0 м, з/б Постамент - 4,3 м, цегла, цемент                                 | -<<-                       | -<<-                                                                   | 25 м (Наказ правління культури і туризму від 10.09.09. № 234) |
| 27.   | 1059                     | с. Ленінка Ленінської с/р                      | Братська могила радянських воїнів і пам’ятний знак воїнам-односельцям. Поховано 29 воїнів. 1943р., 1941-1945рр.                                      | Харківська скульптурна фабрика 1957р.            | Скульптура – 3,0 м, з/б Постамент - 3,5 м, цегла, цемент                                 | Місцева                    | № 61 від 25.01.72р.                                                    | 25 м (Наказ правління культури і туризму від 10.09.09. № 234) |
| 28.   | 1081                     | -<<-                                           | Пам'ятник Леніну В.І. | Харківська скульптурна фабрика 1954р.            | Скульптура - 2,5 м, з/б Постамент – 1,0 м, цегла, цемент                                 | -<<-                       | -<<-                                                                   | |
| 29.   | 1077                     | с-ще. Ленінське, Кобзівської с\р               | Пам'ятник воїнам-землякам. 1941-1945 р.р. | Харківська скульптурна фабрика. 1953 р.          | Скульпт.- 2,5 м (з\б), пост.- 5 м (цегла, цемент)                                        | -<<-                       | -<<-                                                                   | |
| 30.   | 1060                     | с. Лукашівка Володимирівської с/р              | Братська могила радянських воїнів і пам’ятний знак воїнам-односельцям. Поховано 18 воїнів. 1943р., 1941-1945рр.                                      | Харківська скульптурна фабрика 1957р., 1982р.    | Скульптура - 2,2 м, з/б Постамет – 4,0 м, цегла, цемент                                  | -<<-                       | -<<-                                                                   | 25 м (Наказ правління культури і туризму від 10.09.09. № 234) |
| 31.   | 1078                     | с. Мартинівка Мартинівської с/р                | Братська могила жертв фашизму. 1943р. | Харківська скульптурна фабрика 1957р.            | Скульптура - 2,5 м, з/б Постамент - 2,5 м, цегла, цемент                                 | -<<-                       | -<<-                                                                   | 25 м (Наказ правління культури і туризму від 10.09.09. № 234) |
| 32.   | 1061                     | с. Миколо-Комишувата Миколо-Комишуватської с/р | Братська могила радянських воїнів і пам’ятний знак воїнам-односельцям. Поховано 168 воїнів. 1943р., 1941-1945рр.                                     | Харківська скульптурна фабрика 1954р.            | Скульптура - 2,5 м, з/б Постамент – 4,0 м, цегла, цемент                                 | -<<-                       | -<<-                                                                   | 25 м (Наказ правління культури і туризму від 10.09.09. № 234) |
| 33.   | 1062                     | с. Наталине Наталинської с/р                   | Братська могила радянських воїнів і пам’ятний знак воїнам-односельцям. Поховано 247 воїнів. 1941р., 1943р., 1941-1945рр.                             | Харківська скульптурна фабрика 1954р.            | Скульптура – 3,0 м, з/б Постамент – 4,0 м, цегла, цемент                                 | -<<-                       | -<<-                                                                   | 25 м (Наказ правління культури і туризму від 10.09.09. № 234) |
| 34.   | 227\і                    | с. Іванівське, Іванівської с/р                 | Іванівська фортеця Української лінії. 1731-1742рр.                                                                                                   |                                                  | Площа 300,0х300,0 м                                                                      | -<<-                       | № 61 від 25.01.72р.                                                    | 25 м. Наказ управління культури і туризму ХОДА № 36/1 від 09.02. 2006 р. ЗУ «Про перелік пам'яток культ. спадщини, що не підлягають приватизації» № 574-VI від 23.09.08 р.\|\| |
| 35.   | 1063                     | -<<-                                           | Братська могила радянських воїнів і пам’ятний знак воїнам-односельцям. Поховано 48 воїнів. 1943р., 1941-1945рр.                                      | Харківська скульптурна фабрика 1953р.            | Скульптура - 2,5 м, з/б Постамент – 4,0 м, цегла, цемент                                 | -<<-                       | № 61 від 25.01.72р.                                                    | 25 м (Наказ правління культури і туризму від 10.09.09. № 234) |
| 36.   | 1064                     | с. Першотравневе Хрестищенської с/р            | Братська могила радянських воїнів і пам’ятний знак воїнам-односельцям. Поховано 7 воїнів. 1943р., 1941-1945рр.                                       | Харківська скульптурна фабрика 1953р.            | Скульптура - 3,5 м, з/б Постамент - 3,5 м, цегла, цемент                                 | -<<-                       | -<<-                                                                   | 25 м (Наказ правління культури і туризму від 10.09.09. № 234) |
| 37.   | 1065                     | с. Петрівка Петрівської с/р                    | Братська могила радянських воїнів і пам’ятний знак воїнам-односельцям. Поховано 108 воїнів. 1943р., 1941-1945рр.                                     | Харківська скульптурна фабрика 1955р.            | Скульптура - 2,5 м, з/б Постамент – 4,0 м, цегла, цемент                                 | -<<-                       | -<<-                                                                   | 25 м (Наказ правління культури і туризму від 10.09.09. № 234) |
| 38.   | 1066                     | с. Піщанка Піщанської с/р                      | Братська могила радянських воїнів і пам’ятний знак воїнам-односельцям. Поховано 42 воїни. 1943р., 1941-1945рр.                                       | Харківська скульптурна фабрика 1953р.            | Скульптура - 2,5 м, з/б Постамент – 4,0 м, цегла, цемент                                 | -<<-                       | -<<-                                                                   | 25 м (Наказ правління культури і туризму від 10.09.09. № 234) |
| 39.   | 1075                     | с. Піщанка                                     | Могила Гамова Д.В., Героя Радянського Союзу. 1964 р.                                                                                                 | Харківська скульптурна фабрика. 1973 р.          | Стела -2х0,8х0,3 м (мармур. кришка)                                                      | -<<-                       | -<<-                                                                   | |
| 40.   | 1054                     | с-ще Садове Володимирівської с/р               | Братська могила радянських воїнів і пам’ятний знак воїнам-односельцям. Поховано 7 воїнів. 1943р., 1941-1945рр.                                       | Харківська скульптурна фабрика 1979р.            | Скульптура - 3,5 м, з/б Постамент - 0,9 м, облицьована гранітом                          | -<<-                       | -<<-                                                                   | 25 м (Наказ правління культури і туризму від 10.09.09. № 234) |
| 41.   | 1067                     | с. Соснівка Соснівської с/р                    | Братська могила радянських воїнів і пам’ятний знак воїнам-односельцям. Поховано 38 воїнів. 1943р., 1941-1945рр.                                      | Харківська скульптурна фабрика 1957р.            | Скульптура - 3,5 м, з/б Постамент - 3,3 м, облицьована гранітом                          | Місцева                    | № 61 від 25.01.72р.                                                    | 25 м (Наказ правління культури і туризму від 10.09.09. № 234) |
| 42.   | 1082                     | -<<-                                           | Пам'ятник Леніну В.І., 1870-1924рр. | Харківська скульптурна фабрика 1968р.            | Скульптура – 3,0 м, з/б Постамент - 3,7 м, облицьована гранітом                          | -<<-                       | -<<-                                                                   | |
| 43.   | 1068                     | с. Тишенківка Ленінської с/р                   | Братська могила радянських воїнів і пам’ятний знак воїнам-односельцям. Поховано 28 воїнів. 1943р., 1941-1945рр.                                      | Харківська скульптурна фабрика 1963р.            | Скульптура - 2,5 м, з/б Постамент - 2,6 м, облицьована гранітом                          | -<<-                       | -<<-                                                                   | 25 м (Наказ правління культури і туризму від 10.09.09. № 234) |
| 44.   | 1069                     | с. Українка Хрестищенської с/р                 | Братська могила радянських воїнів і пам’ятний знак воїнам-односельцям. Поховано 22 воїни. 1943р., 1941-1945рр.                                       | Харківська скульптурна фабрика 1966р.            | Скульптура - 2,3 м, з/б Постамент – 4,0 м, облицьована гранітом                          | -<<-                       | -<<-                                                                   | 25 м (Наказ правління культури і туризму від 10.09.09. № 234) |
| 45.   | 1070                     | с. Хрестище Хрестищенської с/р                 | Братська могила радянських воїнів і пам’ятний знак воїнам-односельцям. Поховано 14 воїнів. 1943р., 1941-1945рр.                                      | Харківська скульптурна фабрика 1964р.            | Скульптура - 2,5 м, з/б Постамент – 4,0 м, цегла, цемент                                 | -<<-                       | -<<-                                                                   | 25 м (Наказ правління культури і туризму від 10.09.09. № 234) |
| 46.   | 1703                     | -<<-                                           | Пам'ятник Кірову С.М, радянському державному і партійному діячеві.                                                                                   | Харківська скульптурна фабрика 1964р.            | Бюст - 1,2 м, з/бПостамент – 2,0х1,2х1,2 м, облицьована гранітом                         | -<<-                       | № 13 від 12.01.81р.                                                    | |
| 47.   | 1071                     | с. Шкаврове Новопавлівської с/р                | Братська могила радянських воїнів і пам’ятний знак воїнам-односельцям. Поховано 48 воїнів. 1943р., 1941-1945рр.                                      | Харківська скульптурна фабрика 1956р.            | Скульптура – 3,0 м, з/б Постамент - 3,5 м, цегла, цемент                                 | -<<-                       | № 61 від 25.01.72р.                                                    | 25 м (Наказ правління культури і туризму від 10.09.09. № 234) |
|       |                          |                                                | |                                                  |                                                                                          |                            |                                                                        | |

## Джерело
Лист Харківської Облдержадміністрації на запит ВМ УА від 28 березня 2012. Файли доступні на сайті конкурсу WLM [Архівовано 26 березня 2018 у Wayback Machine.].